# Ilija Mate
Ilija Fedorovyč Mate, in ucraino Ілія Федорович Мате?, in russo Илья Фёдорович Мате?, Il'ja Fëdorovič Mate (Starohnativka, 6 ottobre 1956), è un lottatore sovietico, dal 1992 ucraino. Ha gareggiato nella categoria 100 kg stile libero.
Ha vinto l'oro olimpico a Mosca 1980, combattendo sotto i colori dell'Unione Sovietica.

## Biografia
Illja Mate è nato nel 1956 nel villaggio di Starohnativka, in una famiglia di greci e ucraini. Ha cominciato a impegnarsi nella lotta praticando a scuola il Kurash. A Donec'k ha iniziato a praticare la lotta a stile libero. Nel 1974 ha vinto il campionato sovietico juniores, mentre l'anno successivo ha ottenuto il secondo posto nel campionato mondiale juniores, nella categoria fino a 90 kg.
Mate fa la sua prima apparizione sul campionato nazionale tra gli adulti nel 1976, piazzandosi al quarto posto. Nel 1979 vince i mondiali a San Diego, mentre nel 1980 vince l'oro olimpico nella categoria di peso fino a 100 kg.
Mate può vantare nel suo palmarès due campionati del mondo (1979, 1982), una Coppa del Mondo (1981), una medaglia di bronzo nel campionato del mondo (1981), una medaglia d'argento della Coppa del Mondo (1978), un campionato europeo (1979), un'Universiade (1981), quattro campionati dell'URSS (1979, 1979, 1980, 1982), e un campionato dei popoli sovietici (1979).